# Slovenië op het Eurovisiesongfestival 2018

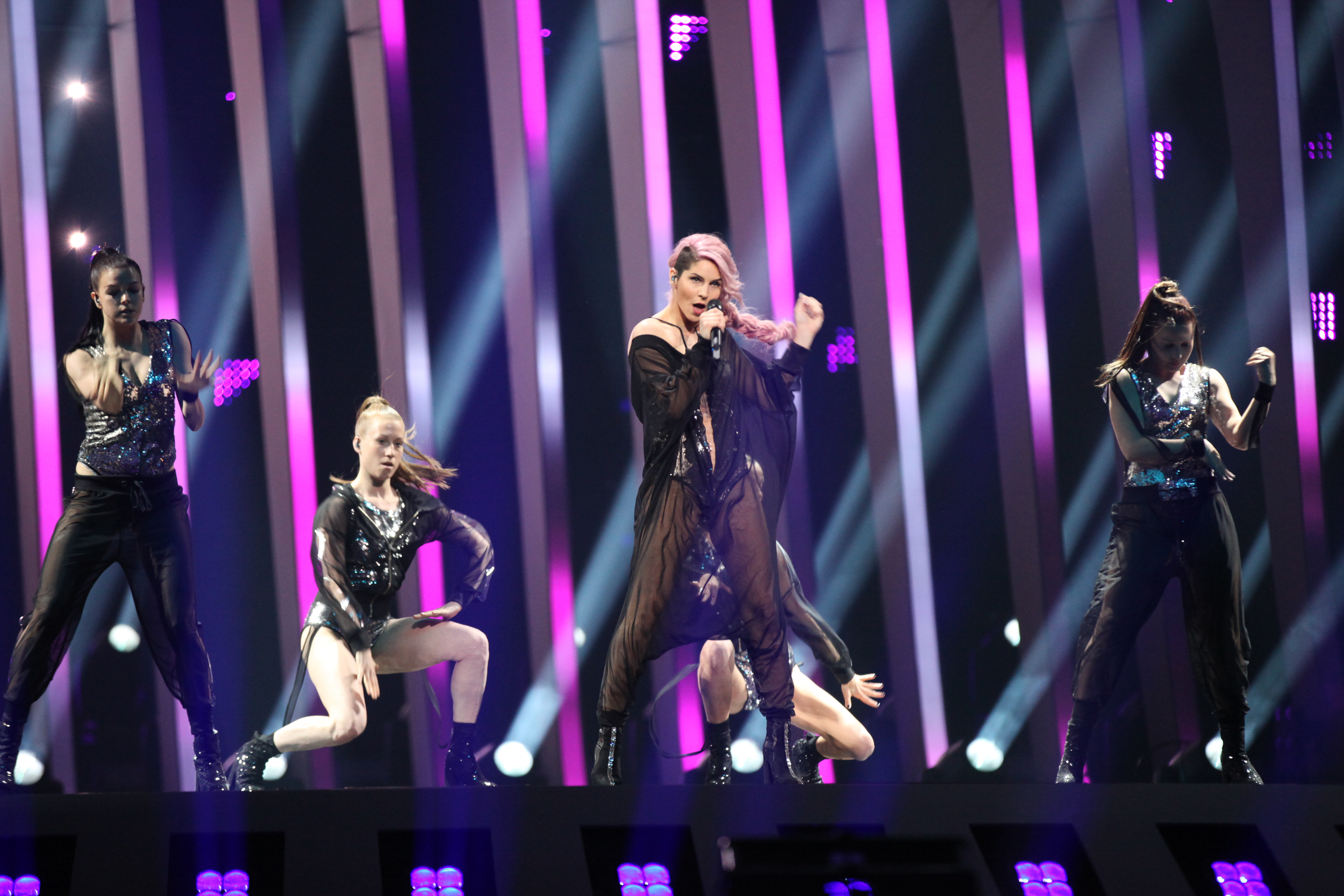
Lea Sirk in Lissabon

Slovenië nam deel aan het Eurovisiesongfestival 2018 in Lissabon, Portugal. Het was de 24ste deelname van het land aan het Eurovisiesongfestival. Radiotelevizija Slovenija was verantwoordelijk voor de Sloveense bijdrage voor de editie van 2018.

## Selectieprocedure
Reeds op 15 september 2017 maakte de Sloveense openbare omroep bekend te zullen deelnemen aan de 63ste editie van het Eurovisiesongfestival. De inzending werd gekozen in de preselectieshow EMA 2018.  
De inschrijvingsperiode liep van 15 september 2017 tot 15 november 2017. Er werden in totaal 108 inzendingen ontvangen. Vervolgens ging een selectiecomité bestaande uit Maja Keuc, Eva Hren, Jernej Vene en Tadej Košir aan de slag om zestien acts te selecteren voor deelname aan EMA 2017. Hun namen werden op 8 december 2017 vrijgegeven.
De nationale finale werd uitgezonden vanuit hoofdstad Ljubljana op 24 februari 2018. De jury bestond uit Raiven, Maja Keuc en Hannah Mancini. De einduitslag werd bepaald door 50% deze jury en 50% stemmen van mensen thuis. Lea Sirk won EMA 2018 en mocht haar land vertegenwoordigen op Eurovisiesongfestival 2018.

## EMA 2018
24 februari 2018
| Volgorde | Artiest           | Lied               |
| -------- | ----------------- | ------------------ |
| 1        | Lea Sirk          | Hvala, ne!         |
| 2        | Indigo            | Vesna              |
| 3        | Ina Shai          | Glow               |
| 4        | BQL               | Promise            |
| 5        | Marina Martensson | Blizu              |
| 6        | Lara Kadis        | Zdaj sem tu        |
| 7        | Proper            | Ukaden cvet        |
| 8        | Nuška Drašček     | Ne zapusti me zdaj |

## In Lissabon
Slovenië trad aan in de tweede halve finale, op dinsdag 10 mei 2018. Lea Sirk was als zeventien van achttien artiesten aan de beurt, net na Vanja Radovanović uit Montenegro en gevolgd door Mélovin uit Oekraïne. Slovenië eindigde uiteindelijk op de achtste plek met 132 punten en stootte zo door naar de finale. Daarin was Lea Sirk op 12 mei 2019 als derde van 26 artiesten aan de beurt, net na Alfred & Amaia uit Spanje en gevolgd door Ieva Zasimauskaitė uit Litouwen.  Tijdens de puntentelling kreeg Slovenië 41 punten van de jury's en 23 punten van de thuisstemmers. Met een totaalscore van 64 punten eindigde Slovenië op de 22ste plaats.
1993 · 1994 · 1995 · 1996 · 1997 · 1998 · 1999 · 2000 · 2001 · 2002 · 2003 · 2004 · 2005 · 2006 · 2007 · 2008 · 2009 · 2010 · 2011 · 2012 · 2013 · 2014 · 2015 · 2016 · 2017 · 2018 · 2019 · 2020 · 2021 · 2022 · 2023 · 2024 · 2025
Albanië · Armenië · Australië · Azerbeidzjan · België · Bulgarije · Cyprus · Denemarken · Duitsland · Estland · Finland · Frankrijk · Georgië · Griekenland · Hongarije · Ierland · IJsland · Israël · Italië · Kroatië · Letland · Litouwen · Macedonië · Malta · Moldavië · Montenegro · Nederland · Noorwegen · Oekraïne · Oostenrijk · Polen · Portugal · Roemenië · Rusland · San Marino · Servië · Slovenië · Spanje · Tsjechië · Verenigd Koninkrijk · Wit-Rusland · Zweden · Zwitserland